# Fundació Acollida i Esperança

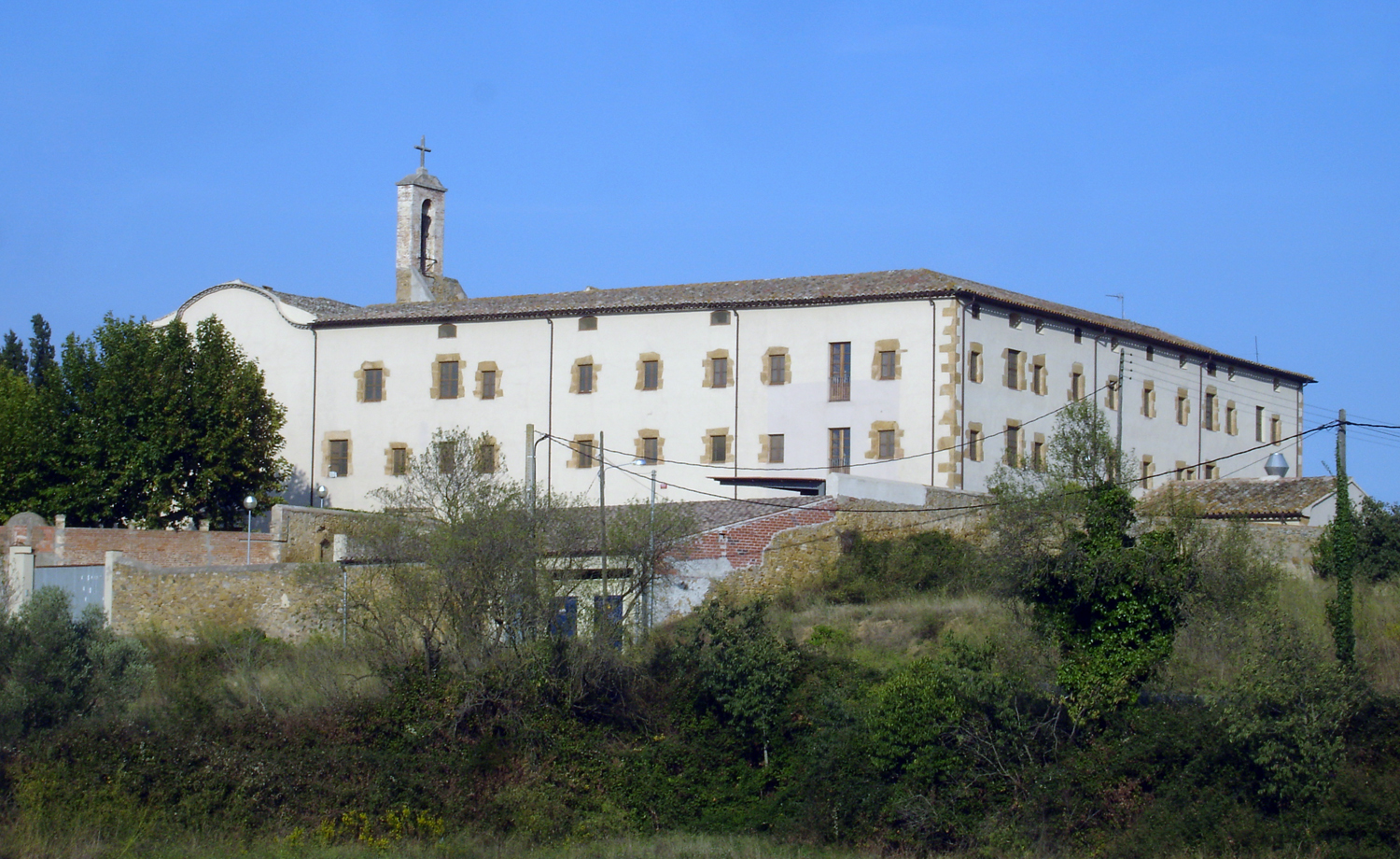
El Convent de Sant Sebastià de la Bisbal d'Empordà, un dels centres de la Fundació

La Fundació Acollida i Esperança és una entitat sense ànim de lucre dedicada a crear espais d'acollida i atendre persones que pateixen exclusió social, especialment persones afectades pel VIH/sida sense recursos econòmics, personals ni suport familiar.

## Objectius
1. Atenció bàsica a persones amb gran vulnerabilitat o que pateixen exclusió social per garantir-los la cobertura de les necessitats bàsiques (alimentació, higiene, espai digne per viure i per relacionar-se).
2. Acompanyament socioeducatiu orientat a promoure processos de canvi personal treballant aspectes com la superació d'addiccions, la recuperació de llaços familiars o la motivació pels reptes de futur.
3. Atenció especialitzada en la realitat de la malaltia del VIH/sida des de la comprensió de la malaltia, el suport a les visites mediques, l'adhesió al tractament i la prevenció de recaigudes.

## Història
Des del 1983, l'Obra Social Santa Lluïsa de Marillac de les Filles de la Caritat oferia al barri de la Barceloneta un servei d'acollida i d'integració social dirigit a persones sense recursos que vivien al carrer. El 1990 va obrir el pis d'acollida Itaca per a malalts de VIH/sida en fase terminal impulsat per Sor Genoveva, filla de la Caritat, i el Pare Josep Costa Planagumà, frasciscà. I és a partir de l'aparició i el coneixement d'aquesta necessitat social, fins aleshores poc visible, que es crea a Fundació Acollida i Esperança. El 1993 el pare Costa i un grup de voluntaris d'Itaca va formar una petita comunitat cristiana de base que va promoure, com a tret d'identitat, l'acollida des de la persona i cap a la persona, i que fou l'origen de l'entitat.

## Serveis
- Centres:
  - Can Banús, a Badalona
  - Convent dels Franciscans, a La Bisbal d'Empordà
- Habitatge:
  - Pis Itaca, al Barri Gòtic de Barcelona
  - SAVA (Servei d'Acompanyament a la Vida Autònoma): 10 pisos, a Badalona, Barcelona, Esparraguera i la Bisbal d'Empordà amb acompanyament socioeducatiu
  - Servei d'Habitatge: proveïment d'habitatge
- SOPS (Consultori d'odontologia), a Can Banús
- Mansol Projectes, a Badalona